# Andromeda polifolia
Andromeda polifolia es una especie del género Andromeda.  Es comúnmente conocida como el romero de pantano, solo se encuentra en los pantanos en regiones frías con acumulación de turba en el hemisferio norte.

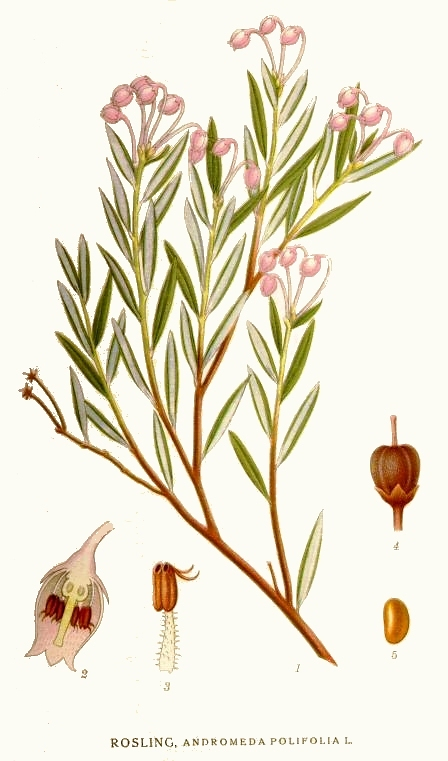
Ilustración.

## Descripción
Son pequeños arbustos que alcanzan 10-20 cm de altura. Las hojas son perennes, lanceoladas de 1-5 cm de longitud y 2-8 mm de ancho, son de color verde oscuro la parte superior (púrpura en invierno). Las flores acampanadas, blancas o rosas. El fruto es una pequeña cápsula que contiene numerosas semillas.

## Propiedades
Andromeda polifolia contiene grayanotoxina, que cuando se ingiere disminuye la presión arterial y puede causar problemas respiratorios, mareos, vómitos o diarrea.

## Variedades
Hay dos variedades , tratados como distintas especies por algunos botánicos:
- Andromeda polifolia var. polifolia. Norte de Europa y Asia , noroeste de América del Norte.
- Andromeda polifolia var. glaucophylla, considerada como una especie separada. Noreste de América del Norte.

## Cultivo
Numerosos cultivares se han desarrollado para el uso del jardín, todos los cuales requieren un suelo ácido húmedo en la sombra.  Los cultivares 'Compacta' y 'Macrophylla' han ganado el Premio al Mérito Garden de la Royal Horticultural Society.

## Taxonomía
Andromeda polifolia fue descrita por  Carlos Linneo que la descubrió durante 1732 en su expedición a Laponia  y publicado en Species Plantarum 1: 393. 1753.
Etimología
Andromeda: nombre genérico a la que Linneo le puso el nombre de Andrómeda de la mitología griega.
Sinonimia
- Andromeda americana DC.
- Andromeda canadensis Cels ex Lam.
- Andromeda glaucifolia Wender.
- Andromeda grandiflora Steud.
- Andromeda myrifica A.Pabrez ex Hryn.
- Andromeda oleifolia Steud.
- Andromeda revoluta Steud.
- Andromeda rosmarinifolia Gilib.
- Andromeda rosmarinifolia Pursh
- Andromeda secunda Moench
- Leucothoe secunda DC.[5]